# 가평우체국
가평우체국(加平郵遞局)은 경기도 가평군 가평읍에 있는 경인지방우정청 산하의 우체국이다.

## 연혁
- 1909년 3월 1일: 가평우체소로 개소
- 1949년 9월 1일: 사무관국으로 개칭
- 1967년 11월 26일: 사무관국으로 승격
- 1998년 11월 30일: 청사개축준공
- 2004년 7월 1일: 경기북면우체국을 가평북면우체국으로 명칭 변경[1]
- 2010년 11월 8일: 우편구역을 다음과 같이 고시[2]

| 배달국         | 배달구역           |
| -------------- | ------------------ |
| 가평우체국     | 가평읍 · 북면 지역 |
| 설악우체국     | 설악면             |
| 청평우체국     | 청평면             |
| 가평하면우체국 | 상면 · 하면        |

- 2014년 1월 1일: 우편구역을 다음과 같이 고시[3]

| 배달국         | 배달구역      | 구역번호                    |
| -------------- | ------------- | --------------------------- |
| 가평우체국     | 가평읍 · 북면 | 12400 ~ 12407 12408 ~ 12430 |
| 가평하면우체국 | 상면 · 하면   | 12431 ~ 12439 12440 ~ 12448 |
| 청평우체국     | 청평면        | 12449 ~ 12458               |
| 설악우체국     | 설악면        | 12459 ~ 12474               |

- 2015년 12월 28일: 가평하면우체국을 가평조종우체국으로 명칭 변경[4]
- 2018년 11월 12일: 춘천시 남산면 소재 남이섬 배달구역을 가평우체국으로 배달구역 변경[5]

## 관할 우체국
| 우체국명       | 사진 | 주소                                            | 비고                                          |
| -------------- | ---- | ----------------------------------------------- | --------------------------------------------- |
| 가평북면우체국 |      | 경기도 가평군 북면 가화로 967(북면우체국)       | 2004년 7월 1일 경기북면우체국에서 명칭 변경   |
| 가평조종우체국 |      | 경기도 가평군 조종면 조종새싹로 19(조종우체국)  | 2015년 12월 28일 가평하면우체국에서 명칭 변경 |
| 상면우체국     |      | 경기도 가평군 상면 청군로 1107(상면우체국)      |                                               |
| 설악우체국     |      | 경기도 가평군 설악면 신천중앙로 109(설악우체국) |                                               |
| 청평우체국     |      | 경기도 가평군 청평면 잠곡로 19(청평우체국)      |                                               |

## 조직
- 경영지도실
- 영업과
- 우편물류과